# Palácio de Cristal (Porto)

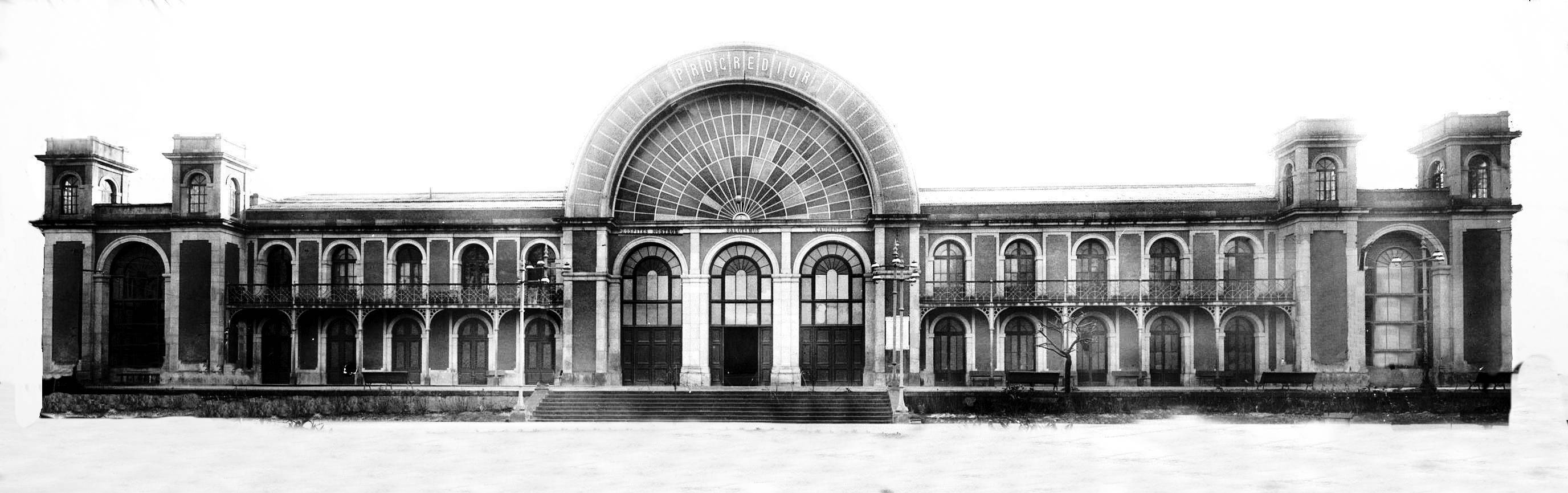
O Palácio de Cristal, demolido em 1951

O Palácio de Cristal (1865–1951) foi um edifício que existiu no antigo campo da Torre da Marca, na freguesia de Massarelos, na cidade do Porto, Portugal. Inaugurado em 1865, o Palácio de Cristal original acabou por ser demolido em 1951 para dar lugar ao Pavilhão dos Desportos (hoje oficialmente denominado "Super Bock Arena: Pavilhão Rosa Mota").
O Palácio de Cristal, da autoria do arquiteto inglês Thomas Dillen Jones, foi construído em granito, ferro e vidro, tendo o Crystal Palace londrino por modelo. Media 150 metros de comprimento por 72 metros de largura e era dividido em três naves.

## História
A sua construção iniciou-se em 1861, sendo inaugurado a 18 de setembro em 1865 pelo rei D. Luís I de Portugal.
Foi concebido para acolher a grande Exposição Internacional do Porto, organizada pela então Associação Industrial Portuense (hoje denominada "Associação Empresarial de Portugal"). A Exposição Industrial, para além de contar com a visita oficial do rei D. Luís I, da rainha D. Maria Pia e do príncipe real D. Carlos, contou ainda com 3 139 expositores, dos quais 499 franceses, 265 alemães, 107 britânicos, 89 belgas, 62 brasileiros, 24 espanhóis, 16 dinamarqueses e ainda representantes da Rússia, Holanda, Turquia, Estados Unidos e Japão.
Em 1865, é armada a primeira árvore de Natal num espaço público em Portugal. Majestosa, era decorada com brinquedos, bolas e velas multicolores, balões, algodão em rama, fitas douradas e prateadas.
Em 1933, o edifício e os respectivos jardins foram adquiridos pela Câmara Municipal do Porto.
Ao longo dos seus 86 anos de existência, o Palácio de Cristal acolheu muitas outras exposições, destacando-se a exposição das rosas em 1879, a exposição agrícola em 1903 e a Exposição Colonial Portuguesa inaugurada em junho de 1934. Desta última exposição sobrevive o Monumento ao Esforço Colonizador Português, actualmente colocado no topo oeste da Avenida do Marechal Gomes da Costa.
O Palácio de Cristal foi ainda um importante espaço de cultura, contendo um órgão de tubos que era dos maiores do mundo. Foi neste palácio que se realizaram importantes concertos do compositor Viana da Mota ou da virtuosa violoncelista Guilhermina Suggia.
O palácio foi demolido em 1951 para - a pretexto do Campeonato Mundial de Hóquei em Patins - dar lugar ao Pavilhão dos Desportos, uma moderna nave de betão armado projetada pelo arquiteto José Carlos Loureiro e pelo engenheiro António dos Santos Soares. O edifício foi demolido em menos de um ano, sendo destruído à martelada o órgão de tubos. Devido à contestação popular à demolição, a designação "Palácio de Cristal" tem sobrevivido até aos nossos dias.

## Imagens históricas

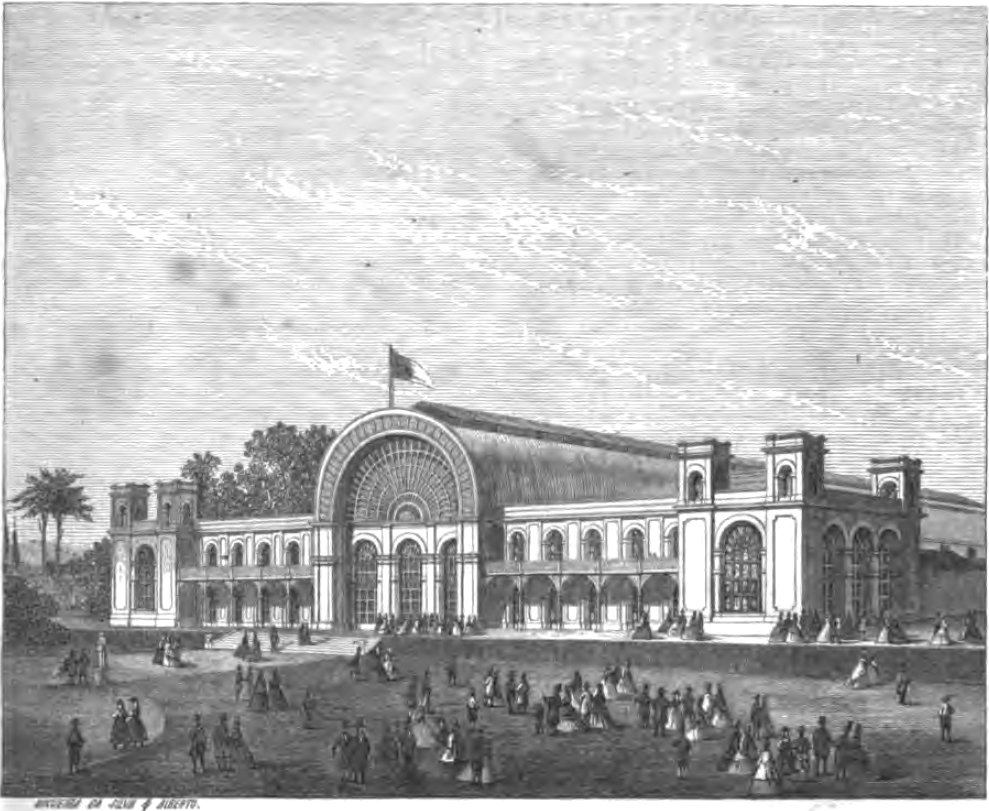
Gravura do Palácio de Cristal publicada em 1864 no Archivo Pittoresco.
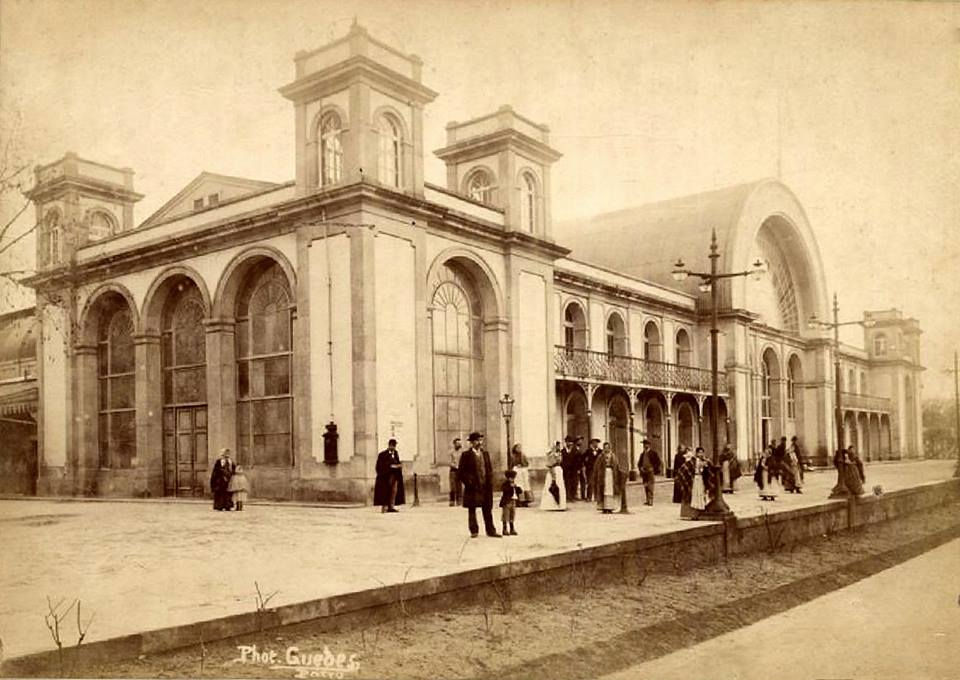
Fachadas principal e nascente em 1910.
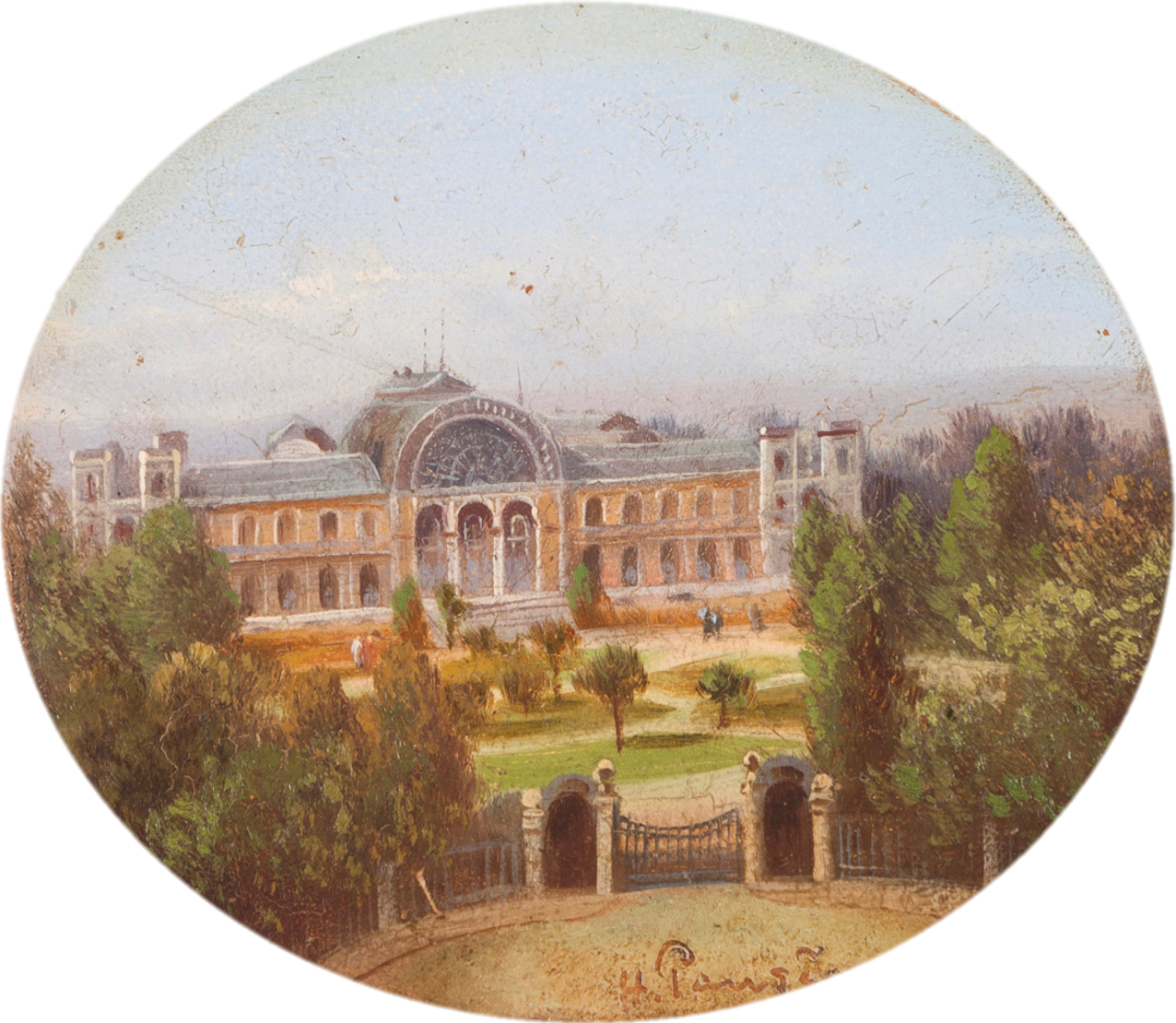
O Palácio de Cristal em miniatura de Henrique Pousão